# نسوية قشية
النسوية القشية، هي حجة رجل من القش تستخدم بموجبه عناصر مبالغ فيها أو ملفقة من الحركة النسائية في محاولة لدحض و / أو الخروج عن طريق الحركات النسائية. النسوية القشية إذن هي شخصية ملفقة يستخدمها أولئك الذين يناقشون ضد النسوية لخفض قيمة وفضح الحجج النسوية. غالبًا ما تتضمن النسوية القشية تبسيطًا مفرطًا وتضليلًا وقوالب نمطية للحركة النسوية من أجل التشكيك بسهولة في الحركة النسائية ككل.